# Relations entre la France et la Norvège
Les relations entre la France et la Norvège sont de l'ordre des relations étrangères. Les relations ont été établies en 1905, à la suite de l'indépendance de la Norvège. Elles sont structurées par deux ambassades, l'ambassade de France à Oslo et l'ambassade de Norvège à Paris. La Norvège a également vingt consulats honoraires en France, dont trois en outre-mer.
Les deux pays sont membres de l'OTAN, du Conseil de l'Europe. Il y a environ 2 000 Norvégiens résidant en France, et environ 3 600 Français en Norvège.
Les deux pays ont des revendications territoriales en Antarctique, et se les reconnaissent mutuellement.

## Voir aussi

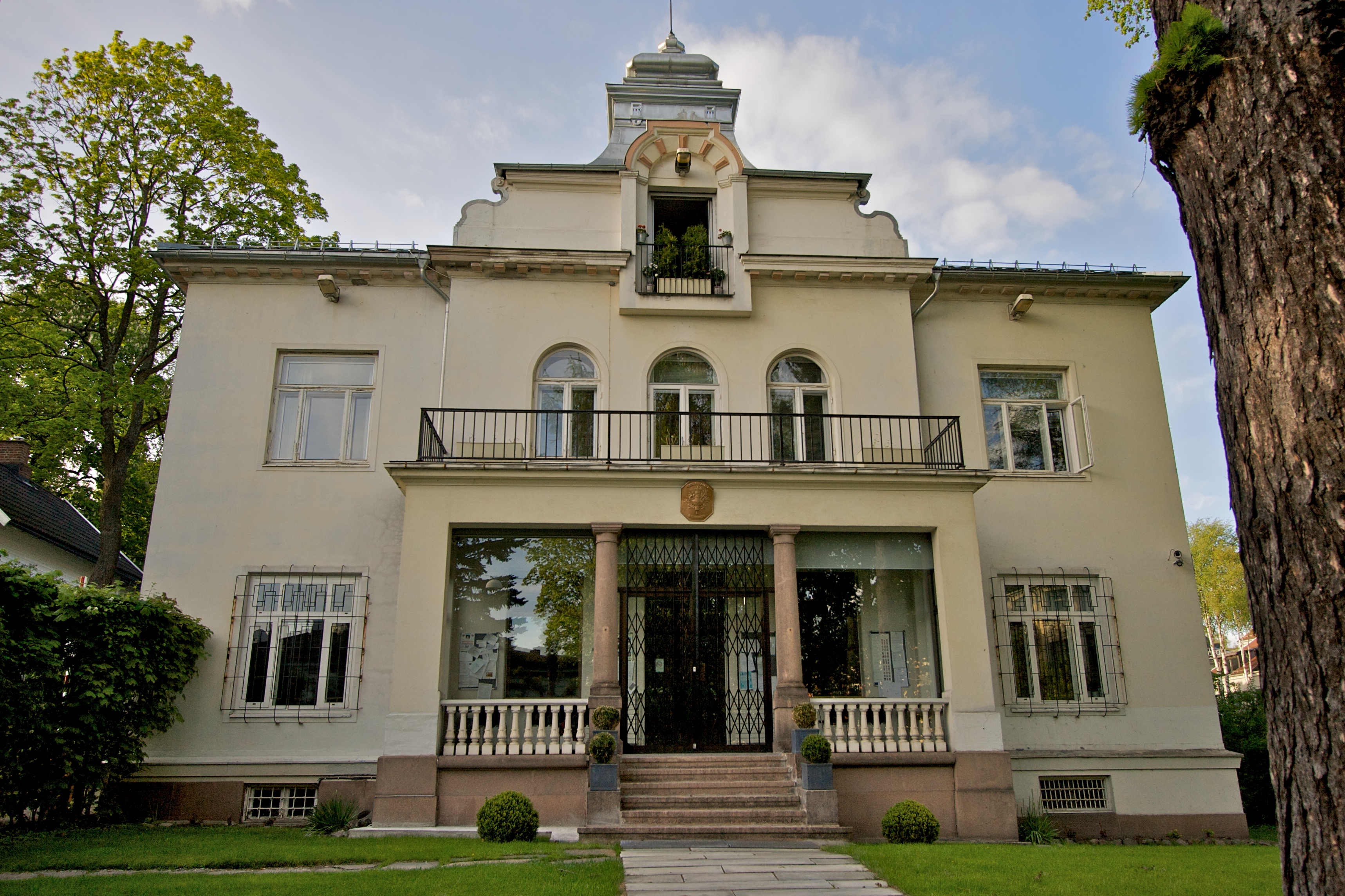
Ambassade de France à Oslo

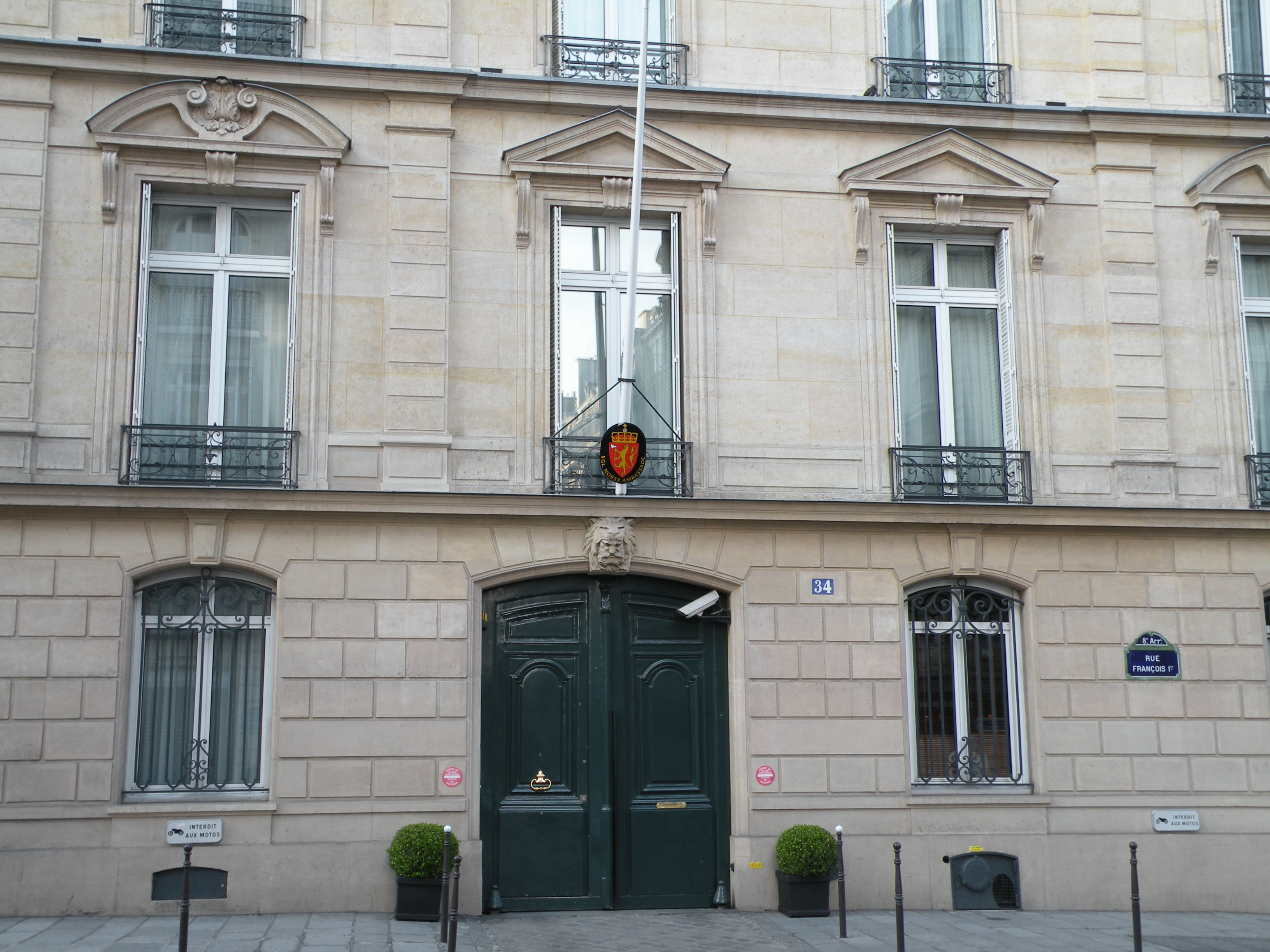
Résidence de l'Ambassadeur de Norvège à Paris